# Jan Świdziński
Jan Świdziński, född 25 maj 1923 i Bydgoszcz, död 9 februari 2014 i Warszawa, var en polsk konstnär, konstkritiker och filosof.
Efter studier vid fakulteten för måleri vid Konstakademien i Warszawa avlade han examen 1952. Han arbetade tidigast med måleri, grafik, arkitektur och dans. 
Han hade intresse för konstbegreppet ur ett vidare perspektiv och har behandlat frågor om konst som kommunikation och informationsmedel, konst som social praktik, och konst som en ny verklighet. 
Han har deltagit i ett flertal konstfestivaler och gjort internationella framträdanden över hela världen . Under 1990-talet organiserade han den internationella festivalen för Performance Art "Real Time – Story Telling" i Sopot 1991 och Lublin 1993. Sedan 1999 är han också konstkurator och ordförande för International Festival of Arts in Action.
År 1976 publicerade han ett manifest, Art as Contextual Art. 